# 流星 (JIGGER'S SONの曲)
「流星」(りゅうせい)は、JIGGER'S SONのシングル。

## 収録曲
1. 流星
詞・曲：坂本覚
2. 神様にビールを
詞：坂本覚 / 曲：坂本昌人
3. 流星(Instrumental)